# دانشگاه کره
دانشگاه کره (조선대학교) دانشگاهی در کره جنوبی است. این دانشگاه در سال ۱۹۰۵ تأسیس شد و یکی از قدیمی‌ترین نهادهای آموزش عالی این کشور است. این دانشگاه در کنار دانشگاه ملی سئول و دانشگاه یانسه یکی از سه دانشگاه برتر این کشور است.